# Franc-maçonnerie en Irlande
La franc-maçonnerie en Irlande fait partie des plus anciennes pratiques maçonniques connues de la franc-maçonnerie dite : « spéculative » qui se structure en obédience en 1717 en Angleterre. Sa préexistence à l'image de la franc-maçonnerie écossaise avérée par des documents historiques, est antérieure aux premières structurations obédientielles.
La majorité des loges irlandaises et de leurs membres se placent sous les constitutions de la Grande Loge d'Irlande créée en 1725, seconde obédience créée dans le monde. Ce sont les membres immigrés en Angleterre de cette obédience, constituée en majorité de catholiques irlandais qui créent en 1751 et en opposition à la première Grande Loge d'Angleterre, une nouvelle obédience qui se qualifie de Grande Loge des anciens. Cette dernière entretient une querelle de 61 ans sur des fondements de pratiques, mais également de politiques, avec l'obédience anglaise historique. Cette querelle s’achève par l'acte d'union des deux obédiences rivales en 1813 et qui fonde la Grande Loge unie d'Angleterre. Au XXIe siècle, la franc-maçonnerie irlandaise reste profondément encrée dans le courant dit « régulier ».

## Histoire
A l'image de l’Écosse, la franc-maçonnerie existe en Irlande avant la création de la première obédience maçonnique créée dans le monde, la première Grande Loge d'Angleterre.
Le plus ancien objet de la maçonnerie opérative d’Irlande et l'un des plus anciens dans le monde, est la « Baal's Bridge Square », une équerre sur laquelle la date de 1507 est inscrite. L’équerre est faite de laiton et récupéré à partir du pont de Baal dans le Limerick, lors de sa reconstruction en 1830, et semble avoir été délibérément placée sous la première pierre de l'ancien pont. Sur l’équerre est inscrite avec la phrase « I will strive to live with love and care, upon the level and by the square », qui peut être traduit par « Je m’efforcerai de vivre avec soin et amour, sur le niveau et par l’équerre ». 
Elisabeth Aldworth née en 1695 à New Market, dans le comté de Cork en Irlande est connue également comme étant la première femme initiée franc-maçonne en 1712.

### Premières apparitions
La vieille bibliothèque (old Library) du Trinity Collège de Dublin possède deux documents datés de 1688  et 1711 faisant allusion à une loge d'étudiant pour le premier et d'un manuscrit pour le second portant le nom de : Trinity Chapel Manuscrit qui décrit un système maçonnique en trois étapes.
Les premières mentions d'une grande loge en Irlande sont faites dans un périodique le Dublin Weekly n°13 en date du 26 juin 1725 qui relate l'installation d'un nouveau grand maitre d'une obédience qui fait état de six loges, le 1er conte de Rosse, Richard Parson (1702-1741). Au même moment des procès-verbaux d'une « Grande Loge de Munster » font état de l'élection d'un grand maitre dans une taverne de Cork, en la personne de James O'Brien conte d'Inchiquin, fonction qu'il conserve jusqu'en 1730. Un de ses successeurs est James King 4e conte Kingston (1693-1761) également grand maitre de la Grande Loge de Dublin et qui fut par le passé grand maitre de la Grande Loge de Londres de 1728 à 1730. Cette prééminence et cette double fonction favorise la fusion des deux obédiences irlandaise.
En 1730, la grande loge unifiée dite d'Irlande publie ses constitutions qui prennent le nom de « constitutions de Pennell ». Cette publication officialise un système en trois grades, les constitutions d'Anderson n'officialisent pour leur part ce triptyque qu'en 1738 lors de leur seconde édition et après la divulgation en 1730 également, de Samuel Prichard dans son ouvrage, La Maçonnerie disséquée (Masonry Dissected). Des rééditions des constitutions irlandaises supervisées par Edward Spratt sont publiées en 1741 et 1751.

### Développement
À partir de 1749, la franc-maçonnerie irlandaise se développe à l’initiative de Robert King grand maitre de la jeune Grande Loge d'Irlande, en créant la première « Grand Master Lodge » composée de membres désignés . Elle se dote rapidement d'une structure formée de grande loge provinciale qui lui sont subordonnées comme celle de Munster en 1754, d'Ulster en 1764 ou de Connaught en 1776. Connaissant un essor certain la franc-maçonnerie irlandaise compte environ 750 loges à la fin du XVIIIe siècle. Dès ses débuts, elle s’intéresse également, à l'image de sa sœur la franc-maçonnerie écossaise, aux loges militaires et délivre de nombreuses charte, les « Chartes Militaires Ambulantes » à des régiments irlandais.
Durant le XVIIIe siècle la franc-maçonnerie irlandaise est surtout composée d'anglo-irlandais protestants, ces instances dirigeantes sont principalement constituées d'anciens du Trinity College de Dublin, de députés du parlement, de membres du conseil privé d'Irlande, de chevaliers de Saint-Patrick et de pairs du royaume qui sont tous grand maître. Les Irlandais catholiques sont moins représentées, le plus souvent pour des raisons économiques et sociales.
Les migrations intérieures d'Irlande vers l'Angleterre ou extérieures vers le continent jouent un rôle global dans la création en 1751 de la Grande Loge des anciens à Londres, mais également dans le développement de la jeune franc-maçonnerie continentale, par la constitution de loges dans les villes françaises de Bordeaux ou de Toulouse, ces dernières étant principalement formées d'Irlandais catholiques.